# Garde-pêche particulier
En France, un garde-pêche particulier est une personne chargée de la surveillance de la pêche en eau libre par le détenteur du droit de pêche (propriétaire, associations agréées de pêche et de protection des milieux aquatiques (AAPPMA) et leurs fédérations départementales (FDAAPPMA)).

## Historique et statut
Autrefois, tout comme le garde particulier des fonds, le garde rivière ou le garde-pêche particulier était OPJ (Officier de Police Judiciaire). Depuis 1958, ce sont des personnes chargées de certaines fonctions de police judiciaire (29 du CPP).

## Les compétences
Article 29 du code de procédure pénale
Les gardes particuliers assermentés constatent par procès-verbaux tous délits et contraventions portant atteinte aux propriétés dont ils ont la garde.
Les procès-verbaux sont remis ou envoyés par lettre recommandée directement au procureur de la République. Cet envoi doit avoir lieu, à peine de nullité, dans les cinq jours suivant celui où ils ont constaté le fait, objet de leur procès-verbal.
Article L437-13 du code de l'environnement (Modifié par Ordonnance no 2012-34 du 11 janvier 2012 - art. 12)
Les gardes-pêche particuliers assermentés constatent par procès-verbaux les infractions aux dispositions du présent titre et des textes pris pour son application qui portent préjudice aux détenteurs de droits de pêche qui les emploient. 
Les dispositions de l'article 29 du code de procédure pénale sont applicables à ces procès-verbaux qui font foi jusqu'à preuve contraire. 
Les dispositions du premier alinéa de l'article L. 437-7, de l'article L. 172-10 et de l'article L. 172-12 en tant qu'il concerne la saisie des instruments de pêche et des poissons, sont applicables aux gardes-pêche particuliers assermentés. 
Sur les eaux du domaine public fluvial, les gardes-pêche particuliers assermentés sont commissionnés par chaque association agréée de pêcheurs détenant un droit de pêche sur le lot considéré. 
Sur les eaux n'appartenant pas au domaine public fluvial, à la demande des propriétaires et des détenteurs de droits de pêche, une convention peut être passée entre eux et la fédération départementale ou interdépartementale des associations agréées de pêche et de protection du milieu aquatique pour que la garderie particulière de leurs droits de pêche soit assurée par des agents de développement de cette fédération. Les agents ainsi nommés dans cette fonction par la fédération sont agréés par le représentant de l'État dans le département ; ils interviennent conformément aux dispositions des trois premiers alinéas du présent article dans la limite des territoires dont ils assurent la garderie. 
Article L437-7
Tout pêcheur est tenu d'amener son bateau et d'ouvrir ses loges, réfrigérateurs, hangars, bannetons, huches, paniers et autres réservoirs et boutiques à poisson à toute réquisition des fonctionnaires et agents chargés de la police de la pêche.  
Article L172-10
Les fonctionnaires et agents mentionnés à l'article L. 172-4 peuvent, dans l'exercice de leurs fonctions, être requis par le procureur de la République, le juge d'instruction et les officiers de police judiciaire. 
Article L172-12
Les fonctionnaires et agents mentionnés à l'article L. 172-4 peuvent : 
1° Procéder à la saisie de l'objet de l'infraction, y compris les animaux et les végétaux, ou les parties et les produits obtenus à partir de ceux-ci, les minéraux, les armes et munitions, les instruments et les engins ayant servi à commettre l'infraction ou y étant destinés ; 

## La formation
Article 29-1 du code de procédure pénale
Les gardes particuliers mentionnés à l'article 29 sont commissionnés par le propriétaire ou tout autre titulaire de droits sur la propriété qu'ils sont chargés de surveiller. Ils doivent être agréés par le préfet du département dans lequel se situe la propriété désignée dans la commission. 
Ne peuvent être agréés comme gardes particuliers : 
1° Les personnes dont le comportement est incompatible avec l'exercice de ces fonctions, en particulier si elles ne remplissent pas les conditions de moralité et d'honorabilité requises, au vu notamment des mentions portées au bulletin no 2 de leur casier judiciaire ou dans les traitements automatisés de données personnelles mentionnés à l'article 230-6 ; 
2° Les personnes qui ne remplissent pas les conditions d'aptitude technique, fixées par décret en Conseil d'État, qui sont exigées pour l'exercice de leurs fonctions ; 
3° Les agents mentionnés aux articles 15 (1° et 2°) et 22 ; 
4° Les personnes membres du conseil d'administration de l'association qui les commissionne, ainsi que les propriétaires ou titulaires de droits réels sur les propriétés gardées. 
Les conditions d'application du présent article, notamment les modalités d'obtention de l'agrément, les conditions dans lesquelles celui-ci peut être suspendu ou retiré, les conditions d'assermentation des gardes particuliers, les principaux éléments de leur tenue ainsi que les conditions d'exercice de leurs missions, sont déterminées par décret en Conseil d'État.
Il est demande au préfet :  "Pour vous prononcer sur l’aptitude technique des gardes particuliers, il vous appartient de vérifier que chacun des documents désignés à l’article 1er de l’arrêté du 30 août 2006 vous a bien été présenté et que la formation a été dispensée par des personnes dont la qualification, notamment universitaire ou professionnelle, permet de considérer qu’elles ont les connaissances suffisantes pour assurer une formation de qualité dans l’une ou plusieurs des matières inscrites au programme." (circulaire du 9 janvier 2007).  
- La FIDGPPE - Centre de formation de gardes particuliers de toutes spécificités - Formation de qualité répondant aux exigences fixées par les textes susvisés.

Contenu
La formation dispensée aux candidats à l’agrément en qualité de garde-pêche particulier comprend :
- Module 1 : Notions juridiques de base et droits et devoirs du garde particulier.

I. - Notions juridiques de base :
1° Les bases générales du droit pénal français et les institutions judiciaires ;
2° La police judiciaire et ses agents ;
3° La procédure pénale (les règles de procédure et la rédaction des procès-verbaux) ;
4° L'infraction pénale (la notion d'infraction, la responsabilité pénale, les différentes catégories d'infractions et les peines) ;
5° Le déroulement de l'instruction des procédures judiciaires.
II. - Droits et devoirs du garde particulier :
1° Place du garde particulier au sein de la police judiciaire ;
2° Les devoirs, prérogatives et limites de compétence du garde particulier ;
3° Le contrôle des contrevenants dans le respect des libertés individuelles et du droit de propriété.
III. - Déontologie et techniques d'intervention :
1° Comportement du garde dans l'exercice de ses fonctions ;
2° Communication et présentation.
La durée de ce module ne peut être inférieure à dix heures.
- Module 3

Police de la pêche en eau douce
La formation dispensée aux candidats à l'agrément en qualité de garde-pêche particulier comprend :
1° Des notions d'écologie appliquées à la protection et à la gestion des milieux naturels aquatiques et à ses ressources piscicoles ;
2° La réglementation de la pêche en eau douce ;
3° Les connaissances halieutiques nécessaires à l'exercice des fonctions de garde-pêche particulier ;
4° Les conditions de régulation des espèces classées nuisibles.
La durée de ce module ne peut être inférieure à huit heures.

## L'équipement
Si aucune tenue spécifique n’est instituée, le garde doit néanmoins faire figurer de manière visible sur ses vêtements la mention, [...] de « garde particulier », « garde-pêche particulier » à l’exclusion de toute autre. S’il cumule plusieurs fonctions, il pourra se contenter d’afficher la qualité de « garde particulier ». Cette mention peut figurer sur une tenue, sur un brassard ou même sur un insigne.
Le port d’un insigne définissant un grade, d’un emblème tricolore, d’un képi, ainsi que de tout insigne et écusson faisant référence à une appartenance associative, syndicale, politique ou religieuse est interdit.
« Les gardes particuliers ne peuvent porter aucune arme, à l'exception de celles nécessaires à la destruction des animaux nuisibles dans les conditions prévues à l'article R. 427-21 du code de l'environnement. » (cf article R15-33-29-1 du code de procédure pénale).
Si une mission est risquée il doit requérir les agents de la force publique de la gendarmerie nationale.